# 瓶子 (阿拉巴馬州)
瓶子（英語：The Bottle）是一個位於美國阿拉巴馬州李縣的非建制地區。該地的面積和人口皆未知。

## 地理
瓶子的座標為32°40′34″N 85°29′11″W / 32.67611°N 85.48639°W，而該地的平均海拔高度為232米（即761英尺）。